# Ácido palmitoleico
El ácido palmitoleico o ácido delta-9-cis-hexadecénico es un ácido graso omega-7 monoinsaturado. Se trata de un componente común de los acilglicéridos del tejido adiposo humano. Está presente en todos los tejidos, pero se encuentra en concentraciones más altas en el hígado. Es biosintetizado a través del ácido palmítico por la acción de la enzima delta-9 desaturasa.

## Envejecimiento
En abril del 2001, Shinichiro Haze y otros investigadores publicaron un artículo en la revista científica Journal of Investigative Dermatology, donde sugerían  que ácidos grasos omega-7 monoinsaturados como el ácido palmitoleico y el ácido vaccénico que se encuentran en la superficie de la piel, eran oxidados y descompuestos en aldehídos insaturados, que pueden ser la causa del olor tan característico de la piel en la vejez.
Un científico japonés, Shoji Nakamura, involucrado en el desarrollo de productos para una línea de cosméticos, afirma que "gradualmente, este ácido graso es descompuesto por bacterias que habitan en la piel o por peróxidos de lípidos (que están presentes en cantidades mayores en los ancianos), lo que produce aldehídos insaturados, que poseen un desagradable... olor... semejante... al de los libros viejos".

## Aumento de peso
Nuevas investigaciones sugieren que el ácido palmitoleico es posiblemente una molécula de señalización que puede ayudar a evitar el aumento de peso. El trabajo es coherente con observaciones anteriores realizadas por Glen Power y otros científicos en el Departamento de Bioquímica de la Universidad de Oxford, los cuales concluyen que el ácido palmitoleico, entre una gama de diversos ácidos grasos disponibles en el régimen, es utilizado por las enzimas clave que controlan la oxidación de la grasa, con índices extraordinariamente elevados. Este trabajo ha llevado a los autores a concluir que los tipos de aceites manufacturados para contener una elevada cantidad de ácido palmitoleico podrían ser útiles para evitar la obesidad, un descubrimiento que recibió atención de los medios de comunicación nacionales en Australia en 1995.